# Daniele Sgnaolin
Daniele Sgnaolin (San Donà di Piave, 22 novembre 1970) è un ex ciclista su strada italiano. Tra i dilettanti fu medaglia d'argento in linea ai Mondiali 1995; fu poi professionista nel biennio 1996-1997.

## Carriera
Nato nel 1970 a San Donà di Piave, in provincia di Venezia, inizia a praticare il ciclismo a 7 anni, nel 1977. Ottiene i principali risultati tra i dilettanti, su tutti il titolo italiano di categoria nel 1994, ma anche un secondo posto al Giro d'Italia Dilettanti e un terzo al Giro delle Regioni nel 1995, due terzi posti al Giro del Belvedere, nel 1994 e 1995, un secondo posto al Trofeo Città di San Vendemiano nel 1991.
Nel 1995 è anche vicecampione del mondo dilettanti ai Mondiali di Duitama, in Colombia, nell'ultima edizione prima che la prova venisse sostituita dalla gara riservata agli Under-23, anticipato da Danny Nelissen vincitore in solitaria. Nello stesso anno è premiato come miglior ciclista Under-23 al Gran Galà Ciclistico Internazionale.
Passato al professionismo nel 1996 con la squadra russa Roslotto-ZG Mobili, partecipa in quell'anno ad Amstel Gold Race e Freccia Vallone, oltre che al Giro d'Italia, nel quale si ritira. Nel 1997 prende parte al Tour de France, portandolo a termine con un 72º posto in classifica generale e un 17º come miglior piazzamento di tappa, nella 18ª frazione, da Colmar a Montbéliard. Dopo soli due anni da pro, si ritirato a fine 1997, a 27 anni.

## Palmarès
- 1993 (G.S. Piovesana - Eco Idrojet, Dilettanti)

Coppa Collecchio
Medaglia d'Oro Fiera di Sommacampagna
- 1994 (G.S. Eco Idrojet H2O Meolo, Dilettanti)

Campionati italiani, Prova in linea dilettanti
Coppa Penna
Trofeo Matteotti Under-23
4ª tappa Giro d'Italia Dilettanti
- 1995 (G.S. Eco Idrojet H2O Meolo, Dilettanti)

3ª tappa Giro delle Regioni (Scandicci > Pontasserchio di San Giuliano Terme)
7ª tappa Giro d'Italia Dilettanti

### Altri successi
- 1994 (G.S. Eco Idrojet H2O Meolo, Dilettanti)

Prologo Giro della Valle d'Aosta (Fénis, cronosquadre)
- 1995 (G.S. Eco Idrojet H2O Meolo, Dilettanti)

Classifica a punti Giro delle Regioni
Classifica scalatori Giro delle Regioni

## Piazzamenti

### Grandi Giri
- Giro d'Italia

1996: ritirato (9ª tappa)
- Tour de France

1997: 72º

### Competizioni mondiali
- Campionati del mondo

Duitama 1995 - In linea Dilettanti: 2º